# Liquid Sky
Liquid Sky és una pel·lícula independent de ciència-ficció estatunidenca del 1982 dirigida per Slava Tsukerman i protagonitzada per Anne Carlisle i Paula E. .Sheppard. Va debutar al festival de cinema de Montreal l'agost de 1982 i va tenir una bona acollida a diversos festivals de cinema després. Es va produir amb un pressupost de 500.000 dòlars. Es va convertir en la pel·lícula independent de més èxit del 1983, amb una recaptació d'1,7 milions de dòlars arreu del món.

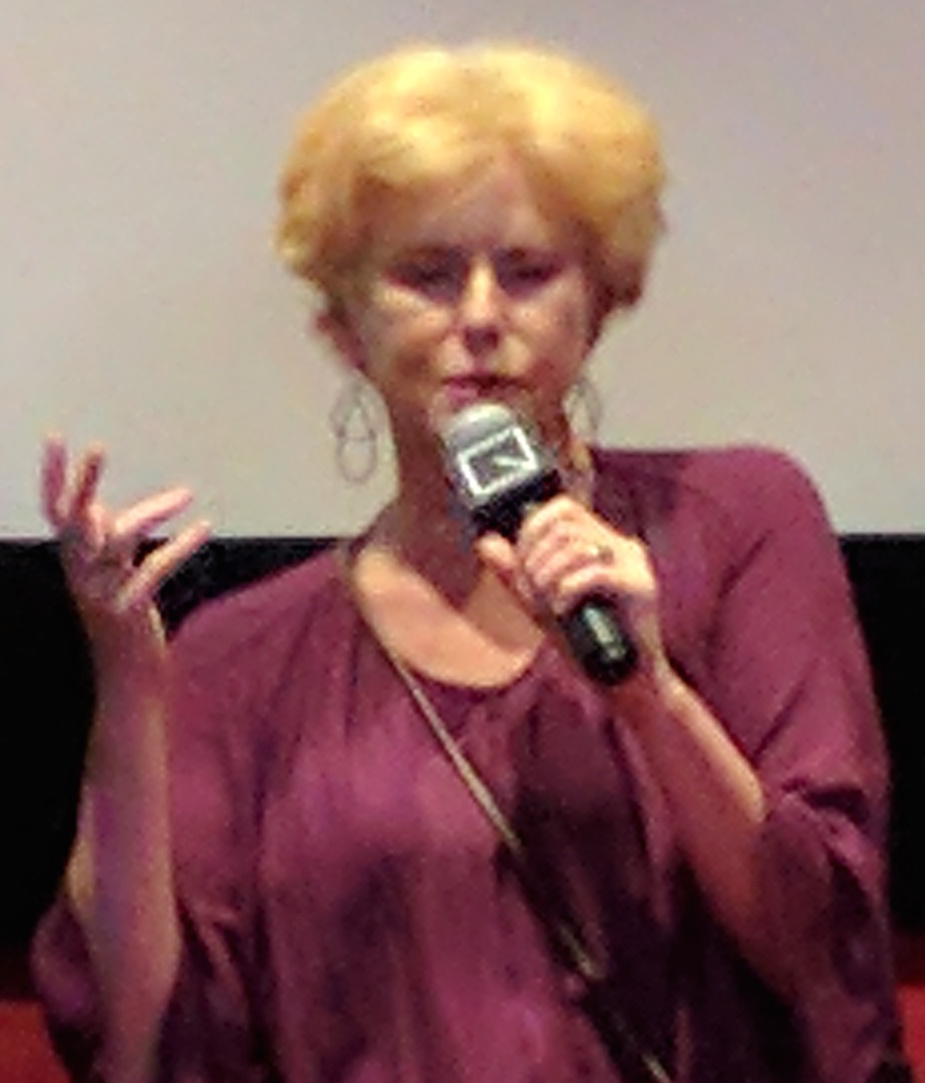
Anne Carlisle és la doble protagonista

Es considera que la pel·lícula influeix molt en una escena de clubs que va sorgir a principis dels anys 2000 a Brooklyn, Berlín, París i Londres anomenada electroclash.

## Argument
S'ha de celebrar una desfilada de moda New Wave en una discoteca multitudinària de Manhattan. Entre els models hi ha la bisexual cocaïnòmana Margaret i el seu némesi igualment addicte a la cocaïna Jimmy. La xicota traficant de drogues de Margaret, Adrian, és molesta constantment per Jimmy perquè no té els diners per pagar més drogues.
Un petit OVNI aterra al terrat de l'àtic ocupat per Margaret i Adrian. Jimmy acompanya la Margaret a casa abans de l'espectacle, però en realitat està intentant trobar les drogues de l'Adrian. Margaret està sent observada per un petit i informe alienígena des de l'OVNI. Margaret i Jimmy tornen al club per participar en l'espectacle. Durant els preparatius, tots dos accepten una sessió de fotos la nit següent al terrat de Margaret. Se'ls assegura que hi haurà molta cocaïna disponible al rodatge.
La mare de Jimmy, Sylvia, una productora de televisió, viu a l'edifici davant de l'àtic de Margaret. El científic alemany Johann Hoffman ha estat observant en secret els extraterrestres des de l'Empire State Building. En Johann necessita un lloc per continuar la seva vigilància quan es tanqui la plataforma d'observació. Demana ajuda a l'única persona que coneix als Estats Units, el professor de teatre universitari Owen, que va camí de conèixer un antic estudiant. Buscant un punt de vista pel seu compte, en Johann s'ensopega amb l'edifici de la Sylvia. La Sylvia, que té una vetllada lliure, el convida al seu apartament a sopar. A l'altra banda de la ciutat, Katherine manifesta la seva objecció a l'ús d'heroïna del seu xicot, escriptor fallit i addicte Paul.
Margaret és seduïda per Owen, el seu antic professor d'actuació. Llavors és segrestada per Paul, el client d'Adrian. Paul havia tornat per seduir a Margaret després d'anar a una festa organitzada per Katherine quan ella va insistir que es reunís i ajudés a saludar els seus clients comercials. Les persones que tenen relacions sexuals i arriben a l'orgasme amb Margaret moren ràpidament, amb un cristall que sobresurt del seu cap. Margaret s'adona que pot matar persones fent sexe amb ells. Quan Paul intenta violar-la de nou en un atac de ràbia homòfoba després d'assabentar-se de la seva bisexualitat, ella el mata venjativament obligant-lo a arribar al clímax.
Des de l'apartament de la Sylvia, en Johann continua la seva observació entre el sopar i esquivant els intents de la Sylvia de seduir-lo. Adrian arriba a casa i ajuda a Margaret a amagar el cos d'Owen. Més tard, la tripulació arriba a l'apartament per a la sessió de moda. Dominant l'escena, un jove Dean LaPadula, que llueix una armilla de cuir cenyida a la pell, observa en silenci el que passa. Durant el rodatge, Jimmy es burla de Margaret, així que accepta mantenir relacions sexuals amb ell sabent que el matarà.
En Johann revela que l'extraterrestre extreu les endorfines produïdes pel cervell quan es produeix un orgasme. Margaret sobreviu perquè mai experimenta un orgasme. Margaret finalment s'assabenta dels extraterrestres per Johann, a qui mata a punyalades, cosa que Sylvia presencia a través d'un telescopi. En veure que la nau alienígena marxa, Margaret s'injecta heroïna per induir un orgasme autoeròtic salvatge per assegurar-se que els alienígenes la portin amb ells. Sylvia i Katherine arriben juntes a l'apartament i arriben a l'àtic a temps per veure Margaret vaporitzate i portate a bord pels extraterrestres.

## Repartiment
- Anne Carlisle com Margaret/Jimmy
- Paula E. Sheppard com Adrian
- Susan Doukas com a Sylvia
- Otto von Wernherr com Johann Hoffman
- Bob Brady com a Owen
- Elaine C. Grove com a Katherine
- Stanley Knap com a Paul
- Jack Adalist com a Vincent
- Lloyd Ziff com a Lester
- Harry Lum com a repartidor de menjar xinès
- Roy MacArthur com a Jack
- Sara Carlisle com a Nellie
- Nina V. Kerova com a dissenyadora
- Alan Preston com a fotògraf
- Christine Hatfull com a estilista

## Producció
Liquid Sky va ser una adaptació i formació d'un guió anterior titulat "Sweet Sixteen" del director Slava Tsukerman. Després de no poder finançar el guió, el director Slava Tsukerman sabia que necessitava escriure un nou guió que fos produïble. La seva dona, Nina V. Kerova, havia estat escrivint guions basats en una dona que no podia aconseguir un orgasme. Va tenir una idea per a una pel·lícula sobre extraterrestres de l'espai exterior. Ell i la seva dona van començar a col·laborar idees. Aviat, a causa de les barreres de l'idioma i de la parla estatunidenca, van contractar una amiga i coescriptora Anne Carlisle perquè els ajudés a escriure el guió. Després que els tres escriptors col·laboressin durant el sopar una nit, va néixer el títol "Liquid Sky".
Liquid Sky va ser produïda i dirigida per Slava Tsukerman, qui, abans de fer Liquid Sky, havia tingut una carrera d'èxit com a director de documentals i cinema de televisió a l'URSS i a Israel. El guió va ser escrit per Tsukerman, la seva dona i omnipresent coproductora Nina V. Kerova, i Anne Carlisle, que també va representar els dos papers principals de la pel·lícula. El director de fotografia, Yuri Neyman, un emigrant rus, també va ser l'expert en efectes especials de la pel·lícula. Anne Carlisle també va escriure una novel·la basada en la pel·lícula el 1987.
Tot i que la pel·lícula està vagament centrada al voltant de la subcultura punk de principis de la dècada de 1980, la partitura de la pel·lícula utilitza una sèrie de peces musicals de sintetitzadors estridents. La música va ser composta per Slava Tsukerman, Clive Smith i Brenda Hutchinson utilitzant el Fairlight CMI. La major part era original, però incloïa interpretacions de la Sonerie de Ste-Geneviève du Mont-de-Paris del compositor barroc Marin Marais, el Trionfo di Afrodite de Carl Orff, i Laurel Waltz d’Anthony Philip Heinrich. Tots ells van ser orquestrats en una sèrie d'arranjaments ominosos i dissonants i marxes de malson. També es mostren fragments de "Beautiful Bend" de Boris Midney.

## Llançament

### Mitjans domèstics
La pel·lícula va ser restaurada digitalment en resolució 4K el 2017 per Vinegar Syndrome, i es va publicar com a paquet combinat Blu-ray/DVD el 24 d'abril de 2018.

## Rodatge
Liquid Sky es va rodar sense actors importants, grans finançaments ni fins i tot permisos. Va ser rodat a diverses ubicacions del centre de la ciutat de Nova York.
"A la llista de pel·lícules més taquillera de Variety durant més de mig any, Liquid Sky va ser potser la pel·lícula independent de més èxit de la seva època".

## Fotografia
Yuri Neyman, A.S.C., és alhora el director de fotografia i el director d'efectes especials de Liquid Sky. El director Slava Tsukerman, el director de fotografia Yuri Neyman i la dissenyadora de producció Marina Levikova van treballar estretament junts per crear l'aspecte cinematogràfic diferent i únic i la sensació vívida de Liquid Sky. L'aspecte general de la pel·lícula es va inspirar en l'expressionisme alemany i en Bertolt Brecht. Aleshores, el "punk" no era gaire conegut. La tripulació i el director de fotografia sabien que havien de "crear" una sensació i buscar "punk". La fotografia de Liquid Sky és una forma d'expressionisme. La pel·lícula es va rodar per fer-te sentir les emocions dels personatges, expressades a través d'una llum potent, colors, contrast, composició i moviment. La realitat de la cinematografia és un món expressat i pintat amb emoció més que amb sentit pràctic. Els tres caps de departament eren cineastes d'èxit de l'URSS que van descobrir el cinema a l'adolescència. La fotografia va ser ben rebuda per la comunitat i els cineastes. En un número de febrer de 1984 d'American Cinematographer, els crítics de la fotografia de Liquid Sky van ser citats dient que és "l'actiu de la pel·lícula" i "En el seu nivell més senzill, podria ser igual de satisfactori veure-la amb el seu so apagat, com una obra d'art en moviment espectacular". La revista arribaria a comentar "Nova York mai s'havia fotografiat millor abans ."
La pel·lícula es va rodar amb una pel·lícula de 35 mm i tenia una relació d'aspecte d'1,85:1. Es va tornar a llançar el 2017 amb la restauració mestra 4K a digital.

## Disseny de so
Per crear sons inusuals manipulant sons del món real, el director Slava Tsukerman va optar per utilitzar un sintetitzador conegut com a Fairlight CMI. Brenda Hutchinson i Clive Smith van ser els compositors musicals de la banda sonora. Durant el procés, Tsukerman va portar més de tres o quatre peces de música clàssica que es programarien al Fairlight CMI. Igual que un ordinador, cada so i cada nota es programarien amb un codi. A l'hora de compondre, Tsukerman tocava un ritme o taralejava una melodia, i Hutchinson i Smith jugaven amb idees al Fairlight. Els sons de percussió es van utilitzar durant tota la pel·lícula. Tsukerman sovint rebutjava tornar a gravar una cinta quan no era perfecta, estimant-se la cruesa de les imperfeccions. Es va citar que va dir: "No, m'agrada. Fem-ho ràpid i brut". Durant el disseny del foley i el so, es van utilitzar materials com campanes de vent, metall, vidre i fusta per crear els sons de les criatures alienígenes. Durant la composició, Smith mai no va veure cap visual de la pel·lícula. No va veure la seva obra integrada amb els visuals fins a l'estrena. Va crear música i so únicament a partir del que li va comunicar Tsukerman. Va dir que ell i Hutchinson eren els compositors, però que Tsukerman tenia la visió.

## Recepció

### Recepció crítica
Al lloc web de l'agregador de ressenyes Rotten Tomatoes, la pel·lícula té una puntuació d'aprovació del 93%, basada en 27 ressenyes, i una puntuació mitjana de 7,2/10.

### Premis
- Festival Internacional de Cinema de Montreal – Primer premi del jurat
- Festival de Cinema de Sydney – Premi del públic
- Festival Internacional de Cinema de Cartagena de Indias – Premi Especial del Jurat a Impacte Visual
- Festival Internacional de Cinema de Brussel·les – Premi Especial del Jurat
- Cinemanila International Film Festival – Premi Especial del Jurat

## Seqüeles
En una entrevista del 2014 amb The Awl, Slava Tsukerman va confirmar que tenia la intenció de fer una seqüela, Liquid Sky 2; with Anne Carlisle returning in the role of Margaret.

## Novel·lització
Anne Carlisle va escriure una novel·la Liquid Sky basada en el guió de la pel·lícula. Es va publicar com a butxaca Dolphin (Doubleday) el 1987.